# Desa Cimuning
Desa Cimuning är en administrativ by i Indonesien.   Den ligger i provinsen Jawa Barat, i den västra delen av landet, 23 km sydost om huvudstaden Jakarta.